# Franz Anton Ernst (Geigenbauer)
Franz Anton Ernst (František Antonín Ernst; * 3. Dezember 1745 in St. Georgenthal in Böhmen; † 13. Januar 1805 in Gotha) war ein deutscher Violinist, Geigenbauer und Komponist.
Franz Anton Ernst studierte Rechtswissenschaften in Prag und wurde zunächst Syndicus in Georgenthal. Später wirkte er als Privatsekretär des Grafen Salm. Angeregt von seinem Geigenlehrer, dem Violinvirtuosen Antonio Lolli, unternahm er schließlich Konzertreisen.
Ernst schrieb 1804 in einem Beitrag in der Allgemeinen Musikalischen Zeitung, nach 20-jährigen Versuchen sei er zu der Überzeugung gelangt, dass an den Instrumenten der alten Meister nichts mehr zu verbessern sei, insbesondere was die Form anlangt. Diesen Aufsatz verfasste er als Reaktion auf diverse Versuche, die Violine zu „verbessern“. 1800 meldete z. B. ein John J. Hawkins ein Patent für eine Geige ohne Zargen und ohne Boden an. Für dieses Experiment soll er angeblich sogar eine Stradivari geopfert haben.
Franz Anton Ernst war 1785 der Lehrherr von Johann Nikolaus Artmann, nachdem dieser im Großväterlichen Betrieb so viel Geschick zeigte, dass man sich entschloss ihn zu einem bekannten Meister in die Lehre zu geben. Dort entwickelte er sich zu einem der besten Meister seiner Zeit. 
Ernst war Konzertmeister der Hofkapelle in Gotha, wo er 1778 als Nachfolger von Georg Benda Konzertmeister wurde. Von seinem umfangreichen Schaffen ist ein Violinkonzert in Es-Dur bekannt, das ihn als Komponisten von hohem Rang ausweist. Zudem könnten durch den Mainzer Verlag Schott eingerichtete Opernbearbeitungen für Flöte und Gitarre von Franz Anton Ernst stammen. Daneben wirkte er auch als Musikschriftsteller. Er verfasste ein „Lehrbuch für alle Violinspieler“, dessen erster Teil sich mit dem Bau der Geige befasst.